# Режими запису оптичного диска
Існує кілька режимів (способів) запису оптичних дисків: Track-At-Once, Disc-At-Once, Session-At-Once та Packet Writing. Наведені способи запису стосуються оптичних дисків CD, диски DVD мають інші режими запису в залежності від типу.

## Track-At-Once
Track At Once (TAO) — спосіб запису оптичних дисків, при якому лазер записує кожну доріжку окремо, залишаючи при цьому між доріжками проміжок у 2 секунди. Після успішного запису всіх доріжок записується службова інформація на початку та в кінці сесії.
При використанні цього способу запису, пауза між записом 2 доріжок не обмежена в часі, та навіть дозволяє записати наступну доріжку на іншому комп'ютері. Як правило, незавершені сесії запису не доступні звичайним CD-програвачам, а лише спеціалізованим програмам запису дисків.

## Disc-At-Once
Disc At Once (DAO) — спосіб запису оптичних дисків, при якому весь вміст диску записується за один раз. Цей спосіб фактично протилежність способу Track At Once.

## Session-At-Once
Disc At Once (SAO) — спосіб, який дозволяє записати та завершити кілька сеансів на одному диску. Отриманий диск зчитується оптичними приводами, але звичайні CD-програвачі, як правило, не читають дані записані після першої серії.

## Packet Writing
Packet Writing — спосіб запису, який дозволяє записати дані пакетами. Таким чином, існує можливість на перезаписуваних дисках (RW, англ. rewritable) записувати, видаляти та змінювати файли так, як це відбувається з дискетами, жорсткими накопичувачами та Flash-носіями.